# Млађан Динкић
Млађан Динкић (Београд, 20. децембар 1964) је бивши српски политичар, економиста, музичар и композитор. Динкић је бивши министар финансија и привреде и бивши председник странке Уједињени региони Србије. Био је министар економије и регионалног развоја у владама Републике Србије од 2007. до 2011. и министар финансија од 2004. до 2006. године и од 2012. до 2013. године. На место председника Г17 ПЛУС је дошао септембра 2006. као једини кандидат за то место, после несугласица са дотадашњим председником Мирољубом Лабусом.

## Биографија
Динкић је рођен 20. децембра 1964. године у Београду. Породица му води порекло из Власотинца, где имају и свој сокак. Завршио је Прву економску школу у Београду 1983. Дипломирао је на Економском факултету у Београду 1988. где је и магистрирао 1993. са оценом 10. Од 1990. до 1993. је радио на Економском факултету у Београду као асистент-приправник, а од 1993. до 2000. и као асистент на предмету Теорија и планирање привредног развоја.
Један је од оснивача је и координатор Групе 17 од 1997. до 1999. када је постао извршни директор организације. Када је ова НВО прерасла у странку, Динкић је постао њен потпредседник, а 2006. председник. Од 2000. до 2003. је обављао функцију гувернера Народне банке Југославије, односно Народне банке Србије. Специјализовао се у иностранству, где је радио и као предавач - USIA Programme (САД),  Bergakademie Freiberg - Fakultat fur Wirtschafts-Wissenschaften (Немачка), Limburgs Universitair Centrum, Faculteit Toegepaste Economische Wetenschappen (Белгија), Међународни центар за економска истраживања (ИЦЕР) у Италији и Универзитет Корнел (САД).
Главне области истраживања Млађана Динкића биле су висока инфлација и црна финансијска тржишта, макроекономске импликације дефицита јавних финансија и мерење ефикасности употребе ресурса.
За министра финансија, у првој влади Војислава Коштунице, изабран је 3. марта 2004. Након прекида преговора о придруживању Србије Европској унији, Динкић и неколико министара из Г 17 су потписали ковертиране оставке које би биле активиране ако се до октобра 2006. не наставе преговори. Како преговори нису настављени, Динкић је поднео оставку. На ванредним парламентарним изборима 21. јануара 2007. Г 17 плус је прешла цензус и учествовала је у преговорима о формирању нове владе. За министра економије и регионалног развоја у другој влади Војислава Коштунице изабран је 15. маја 2007.
Након ванредних парламентарних избора у мају 2008, 7. јула 2008. поново је изабран за министра економије и регионалног развоја у Влади Мирка Цветковића.
Maja 2010. формирао је политичку коалицију под називом Уједињени региони Србије.
Фебруара 2011. након што је премијер Мирко Цветковић покренуо поступак за његову смену, Динкић је поднео оставку на место потпредседника Владе и министра економије и регионалног развоја.
Недељник „Време“ га је прогласио за личност године 2002.
Ожењен је Татјаном Динкић.

### Музика
Динкић је завршио музичку школу (одсек за клавир), свира гитару и компонује. У својој музичкој каријери бави се различитим жанровима. Највише сарађује са Кикијем Лесендрићем, али је компоновао и за метал бенд Ђорђа Давида, сарађивао са Бобаном Рајовићем, Тијаном Дапчевић, Џенаном Лончаревићем, Драганом Којићем Кебом, а посао и задовољство спојио у бенду „Монетарни удар“, у ком је крајем деведесетих свирао са економистима Божидаром Ђелићем и Гораном Питићем.“Новац у рукама” био је највећи хит овог бенда. Аутор је осам песама на Кикијевом албуму “Месец на вратима”, међу којима су „Те ноћи смо се потукли због ње”,“Како си лепа” и “Увек те ђаво нађе лакше него ја” које су се уврстиле међу најслушаније песме у 2009. години.

## Каријера
Млађан Динкић је 2000. године постао гувернер Народне банке Југославије. Под Динкићевим управљањем, инфлација је смањена са 113% у 2000. на око 12% у 2003. години, а девизне резерве су порасле са мање од 300 милиона на више од 3,3 милијарде долара. Динар се стабилизовао, а штедња се повећала више од тридесет пута током његовог мандата.
Следеће, 2001. године, одустаје од најављеног поступка за повраћај новца који је за време Милошевића изнесен на Кипар. Динкић је јануара 2002. наредио затварање пропалих банака, укључујући и 4 највеће банке у Србији.
Од 2004. до новембра 2006. године Млађан Динкић је био министар финансија. Србија је 2005. године имала буџетски суфицит. Додатно, 2006. године остварен је вишак у буџету од две милијарди евра. Увођење пореза на додату вредност и смањење пореза на добит предузећа на 10% били су део Динкићевих реформи којима је постигнуто значајно повећање пореских прихода државе, као и смањење сиве економије.
Дана 29. марта 2004. године Динкић је подржао Закон о помоћи хашким оптуженицима.
Министар економије и регионалног развоја постао је 2007. године, а након парламентарних избора 2008. изабран је и за потпредседника Владе Републике Србије. Његов циљ било је стварање услова за одрживи економски развој, као и завршетак процеса приватизације у Србији. Као највећи успех, приписује му се довођење Фијата у крагујевачку Заставу.
У политичкој каријери је имао неколико неиспуњених обећања и нетачних изјава. У децембру 2010. Динкић је признао да су његове гаранције да ће сваки грађанин добити најмање хиљаду евра биле неистините како би коалиција добила више гласова. Рад на месту министра финансија у Влади Војислава Коштунице обележила је и афера Националне штедионице 2005. у којој је новац Старе девизне штедње поверен новооснованој приватној банци.
Млађан Динкић је од 2007. до 2010. године био на челу Скијашког савеза Србије.
После губитка на изборима за народне посланике 2014, Динкић се повлачи са политичке сцене Србије.
На предлог Александра Вучића августа 2013. године, враћа се у Владу Ивице Дачића као заменик председника Комитета Владе за сарадњу са Уједињеним Арапским Емиратима, чији је Александар Вучић председник.
У филму Тежина ланаца (2010) редитеља Бориса Малагурског означен је као главна марионета међународних организација које се боре за економско подјармљивање Србије.

### Уједињени региони Србије
Дана 15. децембра 2002. године, Г17 ПЛУС се региструје се као политичка странка. Млађан Динкић био је један од оснивача и потпредседник странке до 2006. године, када је, после оставке Мирољуба Лабуса, изабран за председника. 16. маја 2010. године, Динкић оснива политички савез националних, регионалних и локалних странака, удружења грађана и појединаца, под називом Уједињени региони Србије (УРС). Идеја УРС је да омогући широк политички простор за оне који својим искуством, предлозима и активностима желе да допринесу успостављању модерне и европски уређене Србије.
Од фебруара 2011. године, више није на месту потпредседника Владе и министра економије и регионалног развоја. Марта 2011. године, Динкић постаје шеф посланичке групе Уједињених региона Србије у Скупштини Србије. Са Уједињеним регионима Србије, маја 2011. године, почео је да прикупља потписе грађана за децентрализацију. Србије. Са прикупљених више од пола милиона потписа, УРС је издејствовао усвајање два веома важна закона, о финансирању локалне самоуправе и о јавној својини. Изменама и допунама закона о финансирању локалних самоуправа, општине и градови широм Србије добиле су дупло већи буџет, а Законом о јавној својини враћена им је имовина. УРС се залаже и за директан избор градоначелника, а један је од главних заговорника укидања партократије

## Награде
Недељник „Време". је Динкића прогласио за личност године 2002. због заслуга на месту гувернера НБЈ. Добитник је признања „Најевропљанин 2006. у области економије“ које додељују Европски покрет и Прва европска кућа. Исте године Млађану Динкићу је додељена и Светосавска награда. У октобру 2007. године у Вашингтону му је уручена награда за најбољег министра финансија у свету за 2006. годину у избору часописа „Euromoney“ Гласовима посетилаца ЕМпортала у избору за министра реформатора 2008. године проглашен је за личност која је највише допринела реформама у Србији од 2000. године наовамо. Национална алијанса за локални економски развој (НАЛЕД) му је доделила награду Реформатор године 2009. због доприноса стварању повољнијег оквира за пословање у Србији.

## Одабрана дела
- Група аутора: Завршни рачун: економске последице НАТО бомбардовања - процена штете и финансирања за економску реконструкцију СРЈ, 1999. (књига је преведена на енглески - Final account)
- Економија деструкције, 1995., 1996., 1997., 2000. (6 издања)
- Мерење економске ефикасности употребе ресурса, 1994.